# 大内郡
- 令制国一覧 > 南海道 > 讃岐国 > 大内郡
- 日本 > 四国地方 > 香川県 > 大内郡

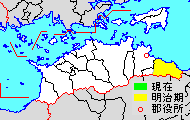
香川県大内郡の範囲

大内郡（おおちぐん）は、香川県（讃岐国）にあった郡。

## 郡域
1878年（明治11年）に行政区画として発足した当時の郡域は、現在の行政区画では概ね以下の区域に相当する。
- 東かがわ市（五名を除く）

## 歴史

### 古代
『全讃史』によると郡名の由来は、「孝霊天皇の皇女、謫居の地なり。皇女の宮居を土人、大内といへり。郡名、是より出づ」とある。

#### 式内社
『延喜式』神名帳に記される郡内の式内社。
| 神名帳           | 神名帳   | 神名帳 | 神名帳 | 比定社   | 比定社               | 比定社 | 集成 |
| 社名             | 読み     | 格     | 付記   | 社名     | 所在地               | 備考   | 集成 |
| ---------------- | -------- | ------ | ------ | -------- | -------------------- | ------ | ---- |
| 大内郡 1座（小） |          |        |        |          |                      |        |      |
| 水主神社         | ミヌシノ | 小     |        | 水主神社 | 香川県東かがわ市水主 |        |      |
| 凡例を表示       |          |        |        |          |                      |        |      |

### 近代
- 明治初年時点では全域が高松藩領であった。「旧高旧領取調帳」に記載されている明治初年時点に存在した村は以下の通り。（34村）

馬篠村、小砂村、中山村、土居村、三殿村、町田村、松崎村、大谷村、落合村、西村、小磯村、横内村、水主村、中筋村、川東村、三本松村、湊村、白鳥村、帰来村、松原村、伊座村、塩屋村、吉田村、引田村、馬宿村、南野村、黒羽村、坂元村、川股村、小海村、東山村、西山村、与田山村、入野山村
- 1868年（慶応4年）
  - 8月5日 - 高知藩預地となっていた旧幕府朱印地寺社領(帰来村内白鳥宮領)が高松藩に移管。
- 1871年（明治4年）
  - 8月29日 - 廃藩置県により高松県の管轄となる。
  - 11月15日 - 第1次府県統合により香川県（第1次）の管轄となる。
- 1873年（明治6年）2月20日 - 名東県の管轄となる。
- 1875年（明治8年）9月5日 - 香川県（第2次）の管轄となる。
- 1876年（明治9年）8月21日 - 第2次府県統合により愛媛県の管轄となる。
- 1878年（明治11年）（24村）
  - 12月16日 - 郡区町村編制法の愛媛県での施行により、行政区画としての大内郡が発足。「大内寒川郡役所」が寒川郡津田村に設置され、寒川郡とともに管轄。
  - 馬篠村・小砂村・中山村・土居村・三殿村・町田村・松崎村・大谷村・落合村・小磯村が合併して丹生村となる。
  - 塩屋村が引田村に合併。
- 1881年（明治14年） - 「三木山田郡役所」の廃止により「大内寒川郡役所」が「大内寒川三木郡役所」に改組され、三木郡が管轄地域に加わる。
- 1888年（明治21年）12月3日 - 香川県（第3次）の管轄となる。

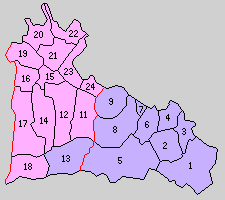
1.相生村 2.小海村 3.引田村 4.松原村 5.福栄村 6.白鳥村 7.三本松村 8.誉水村 9.丹生村（紫：東かがわ市。11 - 24は寒川郡）

- 1890年（明治23年）2月15日 - 町村制の香川県での施行により、以下の町村が発足。全域が現・東かがわ市。（9村）
  - 相生村 ← 坂元村、馬宿村、南野村、黒羽村、川股村、吉田村
  - 小海村、引田村（それぞれ単独村制）
  - 松原村 ← 松原村、帰来村、伊座村、湊村（一部）
  - 福栄村 ← 東山村、西山村、与田山村、入野山村
  - 白鳥村 ← 白鳥村、湊村（大部分）
  - 三本松村（単独村制）
  - 誉水村 ← 水主村、西村、横内村、川東村、中筋村
  - 丹生村（単独村制）
- 1898年（明治31年）2月11日 - 三本松村が町制施行して三本松町となる。（1町8村）
- 1899年（明治32年）4月1日 - 郡制の施行により大内郡・寒川郡の区域をもって大川郡が発足。同日大内郡廃止。

## 行政
大内・寒川郡長
| 代 | 氏名 | 就任年月日                 | 退任年月日         | 備考 |
| -- | ---- | -------------------------- | ------------------ | ---- |
| 1  |      | 明治11年（1878年）12月16日 |                    |      |
|    |      |                            | 明治14年（1881年） | 廃官 |

愛媛県大内・寒川・三木郡長
| 代 | 氏名 | 就任年月日         | 退任年月日                | 備考         |
| -- | ---- | ------------------ | ------------------------- | ------------ |
| 1  |      | 明治14年（1881年） |                           |              |
|    |      |                    | 明治21年（1888年）12月2日 | 香川県に移管 |

香川県大内・寒川・三木郡長
| 代 | 氏名 | 就任年月日                | 退任年月日                | 備考                           |
| -- | ---- | ------------------------- | ------------------------- | ------------------------------ |
| 1  |      | 明治21年（1888年）12月3日 |                           |                                |
|    |      |                           | 明治32年（1899年）3月31日 | 寒川郡との合併により大内郡廃止 |